# Échiquier d'Italie
Pour les articles homonymes, voir Échiquier (papillon).
Melanargia arge
Espèce
Statut de conservation UICN

 LC  : Préoccupation mineure
L’Échiquier d'Italie (Melanargia arge) est une espèce d'insectes lépidoptères (papillons) appartenant à la famille des Nymphalidae, à la sous-famille des Satyrinae et au genre Melanargia.

## Dénomination
Melanargia arge a été nommé par Johann Heinrich Sulzer en 1776.
Synonyme : Papilio ines Hoffmannsegg, 1804;

### Noms vernaculaires
L'Échiquier d'Italie se nomme Italian Marbled White en anglais.

### Espèce proche
Le Demi-deuil (Melanargia lachesis), mais les dessins noirs au recto de l'Échiquier d'Italie sont plus réduits.

## Description
C'est un papillon de taille moyenne qui présente un damier noir et blanc mais avec des damiers noirs réduits les damiers noirs n'étant que le dessin des limites des damiers sauf dans les aires distales. Un ocelle marque l'apex des antérieures et une ligne d'ocelles les postérieures.
Le revers dessine en noir les limites des damiers, et les ocelles y sont ocrés centré de bleuté.

## Biologie

### Période de vol et hivernation
Il vole en mai et juin en une seule génération.

### Plantes hôtes
La chenille se nourrit de graminées.

## Écologie et distribution
L'Échiquier d'Italie n'est présent qu'en Italie du centre de l'Italie à la Calabre et dans le nord-est de la Sicile.

### Biotope
Il réside dans des lieux rocheux herbus.

### Protection
L'Échiquier d'Italie est inscrit sur la liste des insectes strictement protégés de l'annexe 2 de la Convention de Berne.
Il figure sur la liste européenne des espèces animales d'intérêt communautaire de la Directive Habitat, annexe II.

### Liens taxonomiques
- (en) UICN : espèce Melanargia arge (Sulzer, 1776) (consulté le 19 mai 2015)
- (en) Tree of Life Web Project : Melanargia arge
- (en) Catalogue of Life : Melanargia arge Sulzer, 1776 (consulté le 16 décembre 2020)
- (en) Fauna Europaea : Melanargia arge (Sulzer, 1776) (consulté le 21 mars 2023)